# Оросієво
Оросієво — село в Берегівській громаді Берегівського району Закарпатської області України. Населення становить 895 осіб (станом на 2001 рік). Село розташоване за 17 кілометрів від районного центру, в 4 км від залізничної станції Вилок, фізична відстань до Києва — 595,9 км.

## Назва
Колишні назви населеного пункту — село «Врузі», «Шарошоросі», «Оросієве».

## Герб
Затверджений 12 липня 2023р. рiшенням №2159 XXVIII сесії міської ради VIII скликання. У лазуровому щиті на зеленій землі дерево з зеленою кроною і золотим стовбуром, з якого стирчить срібна сокира з золотим топорищем.
Дуб є символом незламності та рішучості. Зелене листя дуба символізує воскресіння, вічне відродження. Щит лазурового кольору - це символ неба, води, повітря та символізує правду, вірність та чисте мирне небо, а також ілюструє любов громади до справедливості. Сокира символізує незламність, трудолюбивість, рішучість

## Географія
| Клімат Оросієва         | Клімат Оросієва | Клімат Оросієва | Клімат Оросієва | Клімат Оросієва | Клімат Оросієва | Клімат Оросієва | Клімат Оросієва | Клімат Оросієва | Клімат Оросієва | Клімат Оросієва | Клімат Оросієва | Клімат Оросієва | Клімат Оросієва |
| Показник                | Січ.            | Лют.            | Бер.            | Квіт.           | Трав.           | Черв.           | Лип.            | Серп.           | Вер.            | Жовт.           | Лист.           | Груд.           | Рік             |
| Середній максимум, °C   | 0,8             | 3,4             | 9,4             | 16,1            | 21,3            | 24,2            | 26,0            | 25,4            | 21,6            | 15,7            | 8,2             | 3,1             | 14,6            |
| Середня температура, °C | −2,5            | −0,2            | 4,7             | 10,6            | 15,5            | 18,6            | 20,2            | 19,5            | 15,9            | 10,4            | 4,8             | 0,3             | 9,8             |
| Середній мінімум, °C    | −5,8            | −3,7            | 0,1             | 5,2             | 9,8             | 13,0            | 14,4            | 13,7            | 10,2            | 5,2             | 1,4             | −2,4            | 5,1             |
| Норма опадів, мм        | 44              | 37              | 39              | 46              | 69              | 87              | 74              | 68              | 47              | 44              | 51              | 57              | 663             |
| ----------------------- | --------------- | --------------- | --------------- | --------------- | --------------- | --------------- | --------------- | --------------- | --------------- | --------------- | --------------- | --------------- | --------------- |
| Джерело:                |                 |                 |                 |                 |                 |                 |                 |                 |                 |                 |                 |                 |                 |

## Історія села та назви
Перша згадка про село датується 1260 р., у грамоті воно фігурує як «Vruzy». В 1319 р. згадується як маєток Дежев Оросі, який протестував проти передачі місцевих земель до юрисдикції комітату Угоч. В листі 1323 р. Дежев Оросі та брат звертаються щодо цього до ішпана комітату Берег.  В XIV ст. село було королівським маєтком, яким володіло кілька родин — Йона, Баторі, Гуняді та, у найбільшій мірі, Оросі. Від останньої й походить назва села, яка в угорській мові звучить як «Sárosoroszi» (Шарошоросі), де приставка «sáros»  означає «бруд», оскільки розташована поруч р. Боржава, та р. Тиса, що протікає неподалік, часто виходили з берегів, затоплюючи місцевість. До XV ст. Оросієво входило в склад сусіднього комітату Угоч, в 1451 р. його приєднали до комітату Береґ.  В 1567 р. село зазнало кримсько-татарської навали та було понищено.
На будівлі місцевої середньої школи в 2008 р. вивішено меморіальну мармурову дошку на честь уродженця села[джерело?] Дюло Галаса, вченого, фахівця з філології та географії (1881—1947 рр). Сама будівля прикрашена зображенням в стилі соцреалізму.

## Населення
Станом на 1989 рік у селі проживали 989 осіб, серед них — 482 чоловіки і 507 жінок.
За даними перепису населення 2001 року у селі проживали 895 осіб. Рідною мовою назвали:
| Мова       | Кількість осіб | Відсоток |
| ---------- | -------------- | -------- |
| угорська   | 851            | 95,08 %  |
| українська | 40             | 4,47 %   |
| російська  | 3              | 0,34 %   |
| білоруська | 1              | 0,11 %   |

## Політика
Голова сільської ради — Сабов Гейза Андрійович, 1957 року народження, вперше обраний у 2011 році. Інтереси громади представляють 12 депутатів сільської ради:
| Партія        | Кількість депутатів | Відсоток |
| ------------- | ------------------- | -------- |
| самовисування | 12                  | 100,00 % |

На виборах у селі Оросієво працює окрема виборча дільниця, розташована в приміщенні школи. Результати виборів:
- Вибори Президента України 2004 (перший тур): зареєстровано 693 виборці, явка 91,34 %, з них за Віктора Януковича — 59,39 %, за Віктора Ющенка — 21,16 %, за Олександра Мороза — 4,73 %[10].
- Вибори Президента України 2004 (другий тур): зареєстровано 693 виборці, явка 76,33 %, з них за Віктора Януковича — 57,65 %, за Віктора Ющенка — 35,34 %[11].
- Вибори Президента України 2004 (третій тур): зареєстровано 693 виборці, явка 67,82 %, з них за Віктора Януковича — 48,72 %, за Віктора Ющенка — 44,46 %[12].
- Парламентські вибори 2006: зареєстровано 686 виборців, явка 71,87 %, найбільше голосів віддано за Партію регіонів — 32,25 %, за блок Наша Україна — 14,40 %, за Блок Юлії Тимошенко — 9,53 %[13].
- Парламентські вибори 2007: зареєстровано 685 виборців, явка 62,48 %, найбільше голосів віддано за блок Наша Україна — Народна самооборона — 54,91 % за Партію регіонів — 18,46 %, за Соціалістичну партію України — 8,64 %[14].
- Вибори Президента України 2010 (перший тур): зареєстровано 698 виборців, явка 65,47 %, найбільше голосів віддано за Віктора Януковича — 63,68 %, за Юлію Тимошенко — 10,50 %, за Арсенія Яценюка — 6,78 %[15].
- Вибори Президента України 2010 (другий тур): зареєстровано 694 виборці, явка 59,51 %, з них за Віктора Януковича — 75,79 %, за Юлію Тимошенко — 17,19 %[16].
- Парламентські вибори 2012: зареєстровано 683 виборці, явка 67,35 %, найбільше голосів віддано за Партію регіонів — 51,96 %, за Всеукраїнське об'єднання «Батьківщина» — 24,35 % та УДАР — 7,61 %.[17] В одномандатному окрузі найбільше голосів отримав Іван Бушко (Партія регіонів) — 35,84 %, за Івана Балогу (Єдиний Центр) — 31,68 %, за Миколу Ковача («КМКС» Партія угорців України) — 20,59 %[18].
- Вибори Президента України 2014: зареєстровано 669 виборців, явка 53,36 %, з них за Петра Порошенка — 73,11 %, за Сергія Тігіпка — 7,28 %, за Михайла Добкіна — 6,44 %[19].
- Парламентські вибори в Україні 2014: зареєстровано 665 виборців, явка 37,59 %, найбільше голосів віддано за Блок Петра Порошенка — 49,20 %, за партію «Сильна Україна» — 13,60 % та Всеукраїнське аграрне об'єднання «Заступ» — 12,40 %.[20] В одномандатному окрузі найбільше голосів отримав Іван Балога (самовисування) — 34,80 %, за Іштвана Петрушку (Народний фронт) проголосували 28,80 %, за Євгенія Ярину (самовисування) — 10,40 %[21].

## Релігія
В 1590 р. громада села переходить у протестантську віру. Католицький храм, збудований в XV ст., переходить до реформатів. В 1777 р. храм реконструювали, збудували кам'яну вежу замість дерев'яної. В 1913 р. дах, критий гонтом, замінили покриттям з бляхи, в 1933 р. дзвіницю ще раз реконструювали.  Церква має два дзвони, великий, вагою в 202 кг, виготовлений в 1925 р. замість конфіскованого під час Першої світової війни, менший виготовлений в 1814 р.  Капітальні ремонтні роботи проводилися всередині та назовні храму в 1984—1985 рр.
4 жовтня  1992 р. церковна громада встановила на стіні церкви меморіальну плиту в пам'ять про односельця Іштвана Подьєре, секретаря Угорського Молодіжного Селянського Руху, який загинув в 1953 р. в угорській сталіністській тюрмі.   В 2001 р. під час паводку церква сильно постраждала всередині, та була відновлена через рік завдяки турботі громади та одновірців з Угорщини. В якості «готичного костьолу» реформатська церква Оросієва внесена в перелік Пам'яток архітектури місцевого значення.
Римо-католицьку церкву для відповідної громади було збудовано в 1810 р. в стилі класицизму, реконструйовано в 1837—1840 рр. На подвір'ї римо-католицької церкви в 1990 р. встановлено пам'ятник жертвам сталінським репресій.

## Туристичні місця
- Католицький храм, XV ст.
- Римо-католицький храм 1810 р. в стилі класицизму
- У 1891 році тут знайдено бронзовий скарб з 15 предметів. Ліворуч від автодороги Берегове — Виноградове, у колгоспному саду, розташоване поселення пізньобронзової доби та перших століть нашої ери. Тут знайдено сіроглиняний посуд-зерновик, а в ньому — римська монета імператора Коммода. В цьому ж місці — давньослов'янське поселення VIII—IX століть.

## Відомі особистості
Тут у 1881 році народився географічний письменник Дьюла Галас.[джерело?]
Тут 13 квітня 1972 року народився актор Жолт Тріл.

## Галерея

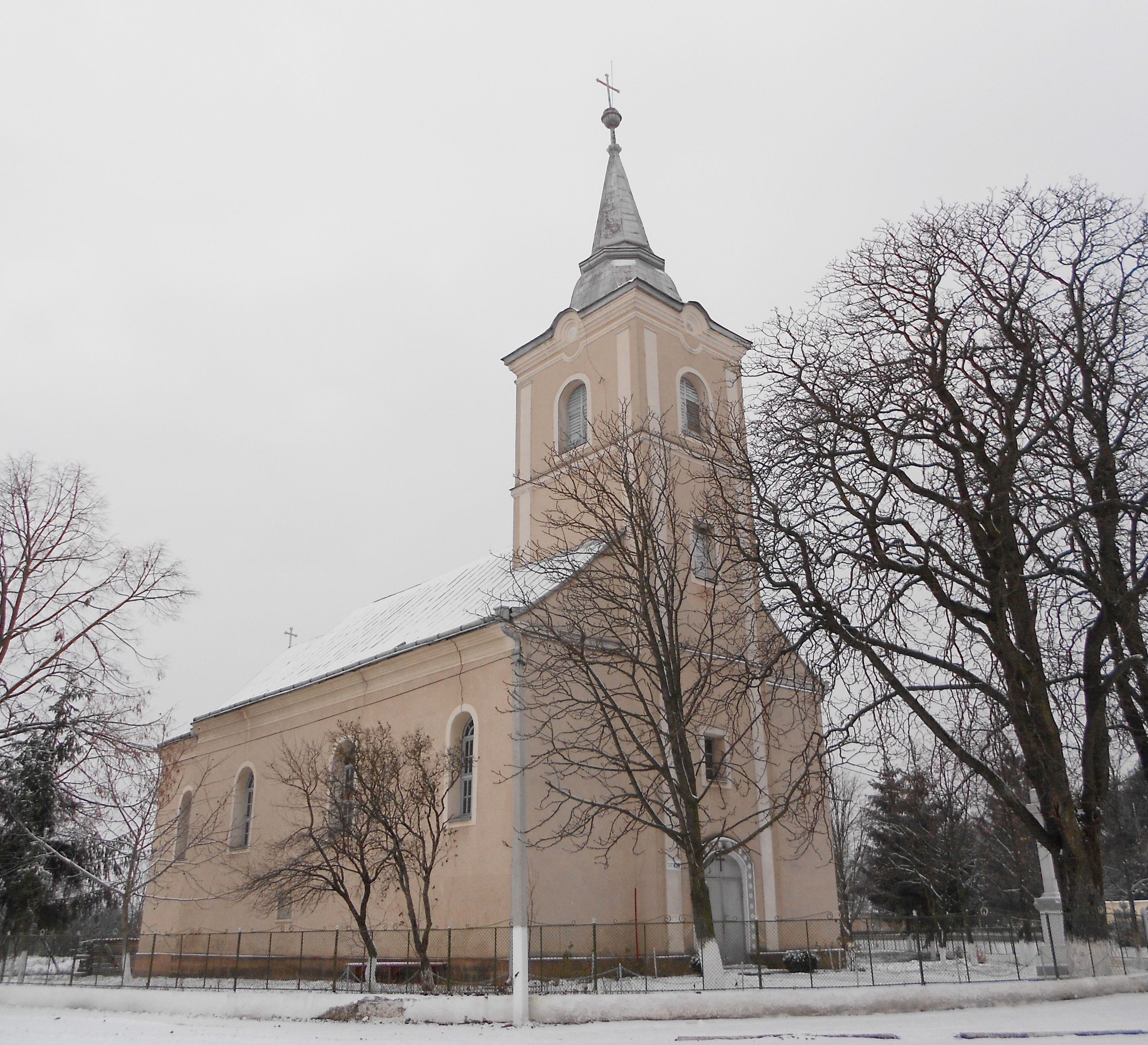
Католицька церква
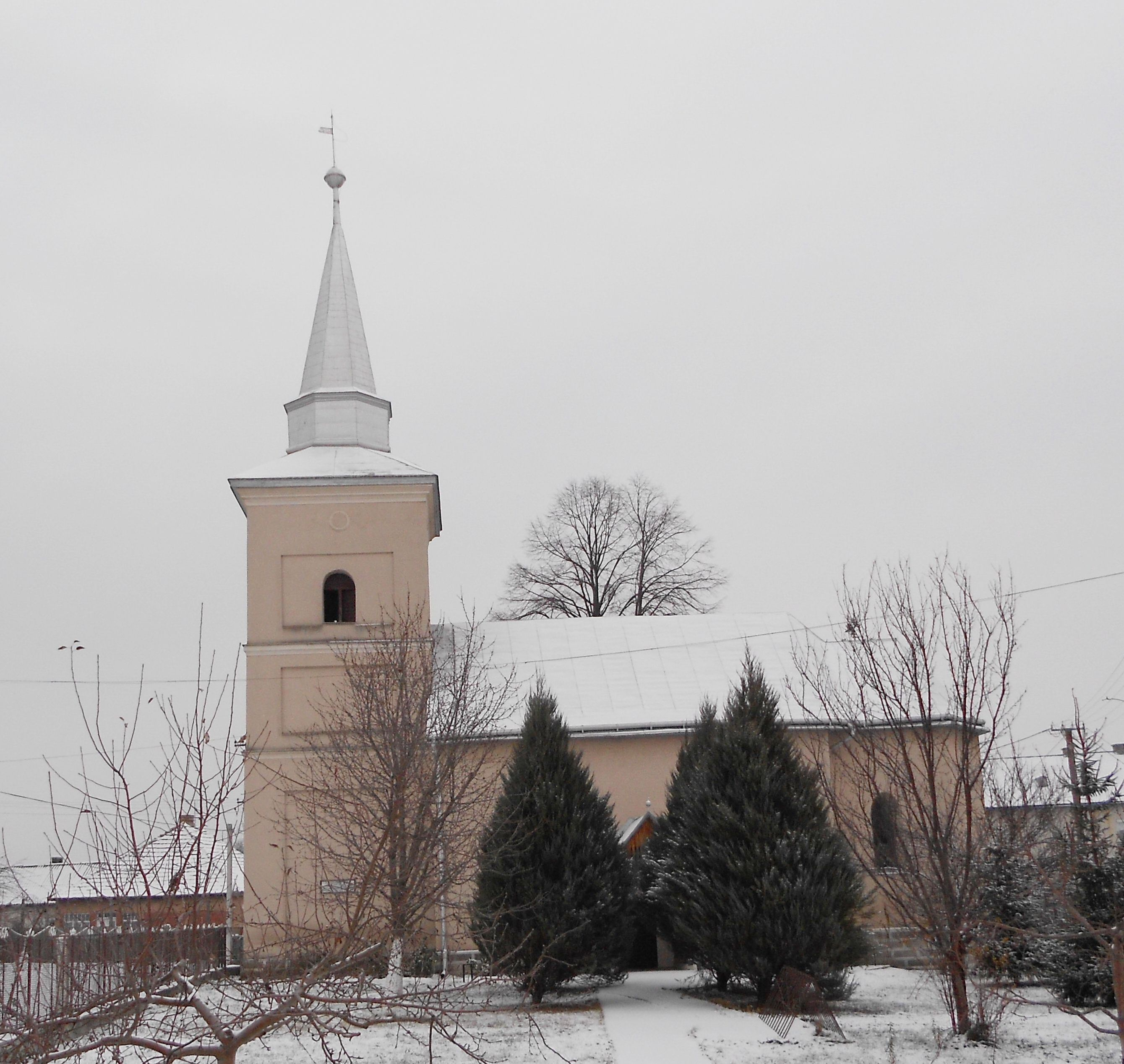
Реформатська церква